# Lee Gong-joo
Lee Gong-joo (hangul: 이공주, hanja: 李公主), född den 25 mars 1980, är en sydkoreansk handbollsspelare.
Hon tog OS-silver i damernas turnering i samband med de olympiska handbollstävlingarna 2004 i Aten.